# حارة الوحيشي (المنصورة)

تعديل مصدري - تعديل

حارة الوحيشي هي إحدى حارات حي 22 يونيو الواقع بمديرية المنصورة التابعة لمحافظة عدن، بلغ تعداد سكانها 2864 نسمة حسب تعداد اليمن لعام 2004.